# یوهانس ریندوالت
یوهانس ریندوالت (انگلیسی: Johannes Reinwaldt; ۱۴ مهٔ ۱۸۹۰ – ۲۸ ژوئن ۱۹۵۸) دوچرخه‌سوار اهل دانمارک بود.